# Pomnik Piotra I w Petersburgu (Zamek Michajłowski)
Pomnik Piotra I (ros. Памятник Петру I) – pomnik konny Piotra I wykonany z brązu, znajdujący się przed głównym wejściem do Zamku Michajłowskiego w Petersburgu, w Rosji.
W 1716 roku Piotr I Wielki zlecił rosyjskiemu rzeźbiarzowi pochodzenia włoskiego Carlowi Bartolomeo Rastrellemu (ojciec rzeźbiarza Bartolomeo Rastrellego) zaprojektowanie pomnika konnego dla uczczenia zwycięstwa nad Szwecją podczas wielkiej wojny północnej.
Rzeźbiarz pracował nad modelem pomnika osiem lat aż do roku 1724, w którym został zatwierdzony przez samego cesarza. W kolejnym roku, kiedy przygotowywano się do odlewu pomnika, jego główny pomysłodawca Piotr I Wielki zmarł, w wyniku czego prace nad rzeźbą zawieszono aż do roku 1747, jednak ukończono ją już po śmierci samego rzeźbiarza. Ostateczne odsłonięcie pomnika nastąpiło dopiero w 1800 roku na zlecenie cesarza Pawła I Romanowa. Pomnik znajduje się przy wejściu do Zamku Michajłowskiego, od jego południowej strony, przy tzw. placu Konetabla.
Pomnik osadzono na cokole wykonanym z biało-czerwonego marmuru ozdobionym na bokach dwiema płaskorzeźbami przedstawiającymi sceny dwóch rosyjskich zwycięskich bitew nad Szwecją podczas wielkiej wojny północnej – bitwy morskiej pod Hanko oraz bitwy pod Połtawą. Twórcą płaskorzeźb był Michaił Kozłowski. Na cokole Paweł I kazał wyryć napis „Pradziadowi prawnuk”, co miało być wyraźnym nawiązaniem do pomnika, jaki Piotrowi wystawiła jego matka Katarzyna II.
Podczas blokady Leningradu w czasie II wojny światowej konny pomnik Piotra I został usunięty z cokołu i przywrócony w 1945 roku po uprzednim odrestaurowaniu.